# 李薿
李薿（韓語：이의）又李嶷（韓語：이억，?—?），字信之（신지）又原君（원군），號退隱（퇴은）、高麗王朝末期的文臣及將領。1388年高麗王朝之遼東征伐出兵。
洪武二十一年（1388年），明朝在原双城总管府之地设置铁岭卫，移文告知高丽。高丽国王王禑、门下侍中崔莹密议进攻辽东，守门下侍中李成桂反对无效。是年四月，王禑派左军都统使曹敏修、右军都统使李成桂出兵攻辽。五月十一日甲申，江界元帥李薿和泥城元帥洪仁桂、先鋒入之辽东境、殺掠而還。后王禑之喜賜金頂兒·文綺絹。 五月二十二一日，曹敏修、李成桂渡过鸭绿江后，发觉行军困难、合意后回軍。于是发动威化島回軍，回师松都。
洪武二十五年（1392年）六月十九日，授密直司副使。 洪武二十五年（1392年）七月十二日，李成桂同右侍中裴克廉等胁迫恭愍王妃废黜恭让王。十七日丙申，李成桂在废恭让王为庶人后，松都寿昌宫即位。他官爵辭退及落鄕慶尙道豊基。李成桂授官中樞院副使和赐改國原從功臣之号，他之拒絶。1393年中樞院副使李薿於全羅道點兵命，他之不取。